# Čas čudes
Čas čudes (srbohrvaško Vreme čuda) je jugoslovanski dramski film iz leta 1989, ki ga je režiral Goran Paskaljević in zanj napisal tudi scenarij skupaj z Borislavom Pekićem. V glavnih vlogah nastopajo Miki Manojlović, Dragan Maksimović, Danilo Stojković, Svetozar Cvetković, Mirjana Karanović in Mirjana Joković. Dogajanje je postavljeno v september 1945, po koncu druge svetovne vojne, ko komunisti prebarvajo freske v vaški cerkvi in obesijo zastavo Komunistične partije, toda freske se večkrat skrivnostno ponovno pojavijo.
Film je bil premierno prikazan 18. decembra 1989 v jugoslovanskih kinematografih in je naletel na dobre ocene kritikov. Prikazan je bil v programu Filmskega festivala v Cannesu, kjer je bil nagrajen za režijo (Paskaljević), osvojil je tudi nagrado kritikov na Mednarodnem filmskem festivalu v San Sebastianu. Izbran je bil za jugoslovanskega kandidata za oskarja za najboljši mednarodni celovečerni film na 63. podelitvi, toda ni prišel v ožji izbor.

## Vloge
- Miki Manojlović kot Nikodim
- Dragan Maksimović kot Lazar
- Mirjana Karanović kot Marta
- Danilo Stojković kot Jovan
- Svetozar Cvetković kot mladenič
- Mirjana Joković kot Marija
- Ljuba Tadić kot duhovnik Luka
- Slobodan Ninković kot Ozren
- Dušan Janićijević kot šepavec
- Stole Aranđelović kot slepec
- Ljiljana Jovanović kot Mihajlova žena
- Neda Arnerić kot duhovnikova žena
- Radmila Savićević kot starka
- Stojan Dečermić kot sodnik
- Dragomir Felba kot Mihajlo
- Milan Pleština kot Mihajlov sin
- Olivera Viktorović kot Stanija
- Tanja Maskareli-Ostojić kot mati